# Claudiu Marius Covrig
Claudiu Marius Covrig (Galați, 1978. szeptember 18. – Kalat közelében, Zabul tartomány, Afganisztán, 2008. június 13.) román szerződéses katona, őrvezető, posztumusz hadnagy, a román hadsereg hetedik PRT-s katonája, aki életét vesztette az afganisztáni hadműveletekben.

## Élete
2003-tól teljesített szerződéses katonai szolgálatot a galați „300. Szent András (Sfântul Andrei) lövészzászlóalj”-nál. A nős Covrig 2008 februárjában érkezett zászlóaljával az afganisztáni műveleti területre, ahol első alkalommal vett részt missziós feladatokban. Június 13-án, a Kabult és Kalat városát összekötő A1-es országúton, Kalattól 50 km.-re – a négy páncélozott járműből (BTR) álló – konvoját afgán felkelők támadták meg gépfegyverekkel és kézigránátokkal. Covrig őrvezető, aki az elől haladó járműben tartózkodott, a harc során életét vesztítette, az őrjárat három másik katonája (a 24 esztendős Dan Marius-Vasile Apostol hadnagy, a 26 esztendős Alec Dumitru-Daniel Drugan  törzsőrmester és a 30 esztendős Grigore Marius-Cătălin Barbu tizedes) könnyebben megsebesült. Traian Băsescu román államfő posztumusz hadnaggyá léptette elő (13-án). Június 17-én, katonai tiszteletadás mellett helyezték örök nyugalomra a galați-i  „Eternitatea” temetőben.
Házas volt, de gyermeke született. Szülővárosában, Galați-ban élt feleségével. 2008 novemberében a városvezetéstől megkapta a Galați díszpolgára címet, 2017 júniusában pedig utcát neveztek el róla.

## Lásd
Claudiu Marius Covrig posztumusz hadnagy fényképe